# Дюрвик, Столе
Столе Дюрвик (нюнорск Ståle Dyrvik; 26 октября 1943, Кабельвог — 25 ноября 2022) — норвежский историк, сочетавший в своей карьере тщательные исследования локального материала с хорошо написанными и познавательными книгами для широкой публики. Действительный член Норвежской академии наук по отделению истории (2006).
Окончил Бергенский университет, там же в 1971 году защитил диссертацию «Динамика населения и социальные условия в приходе Этне, 1665—1801 гг.» (нюнорск Befolkningsutvikling og sosiale tilhøve i Etne prestegjeld 1665–1801). Затем в течение года стажировался в Париже под руководством основоположника исторической демографии Луи Анри. В 1975—2014 гг. преподавал в Бергенском университете, с 1988 г. профессор.
Вслед за Анри Дюрвик занимался углублёнными историческими исследованиями небольших коммун в рамках так называемого «метода восстановления истории семей», на основании местных архивов. Приходу Этне Дюрвик посвятил четырёхтомник «История Этне» (нюнорск Etnesoga; 1968—1995) с подробной росписью биографий обитавших в этом уголке южной Норвегии семейств по материалам приходских книг. В поздние годы Дюрвик вошёл в состав комитета по информационным технологиям Норвежского института местной истории и работал над программами оцифровки приходских книг и методиками обработки больших массивов данных из них. К области локальной истории относится также монография Дюрвика «Прорыв в области контроля над рождаемостью в Ставангере, 1900—1935 гг.» (нюнорск Gjennombrotet for fødselsregulering i Stavanger, 1900–1935; 1987, в соавторстве с Марит Карин Алсвик). Дюрвику принадлежит университетский учебник «Историческая демография. Введение, методы» (нюнорск Historisk demografi. Ei innføring i metodane; 1983), признанный стандартным в Норвегии.
Для более широкой аудитории Дюрвик написал не только научно-популярную книгу «Демографический переход» (нюнорск Den demografiske overgangen; 2004), но и целый ряд сочинений по истории Норвегии. Ему принадлежат книги «Норвежская история 1625—1814 гг.: путь к независимости» (нюнорск Norsk historie 1625–1814; 1999) и отдельная работа «1814 год» (нюнорск Året 1814; 2005), посвящённая одному из ключевых моментов национальной истории — концу Датско-норвежской унии, непродолжительному существованию отдельного Норвежского королевства во главе с королём Кристианом Фредериком и последующему установлению Шведско-норвежской унии, в составе которой Норвегия была обустроена максимально демократическим образом. Дюрвик написал несколько томов в крупных многотомных изданиях по истории Норвегии: вышедший в 1979 г. первый том в многотомной «Экономической истории Норвегии» (нюнорск Norsk økonomisk historie), охватывающий период 1500—1850 гг.; изданный в 1995 г. восьмой том пятнадцатитомной «Истории Норвегии» под названием «Долгий период мира, 1720—1784 гг.» (норв. Den lange fredstiden 1720–84); вышедший в 1996 г. седьмой том другой, двенадцатитомной «Истории Норвегии» под названием «Между братьями, 1780—1830 гг.» (норв. Mellom brødre 1780–1830) и наконец третий том в четырёхтомной истории Датско-норвежской унии, «Королевства-близнецы под угрозой, 1648—1720 гг.» (норв. Truede tvillingriker 1648–1720; 1998). На всех этих сочинениях, тем не менее, лежит отпечаток занятий Дюрвика проблемами демографии и локальной экономики.